# Queimadelos

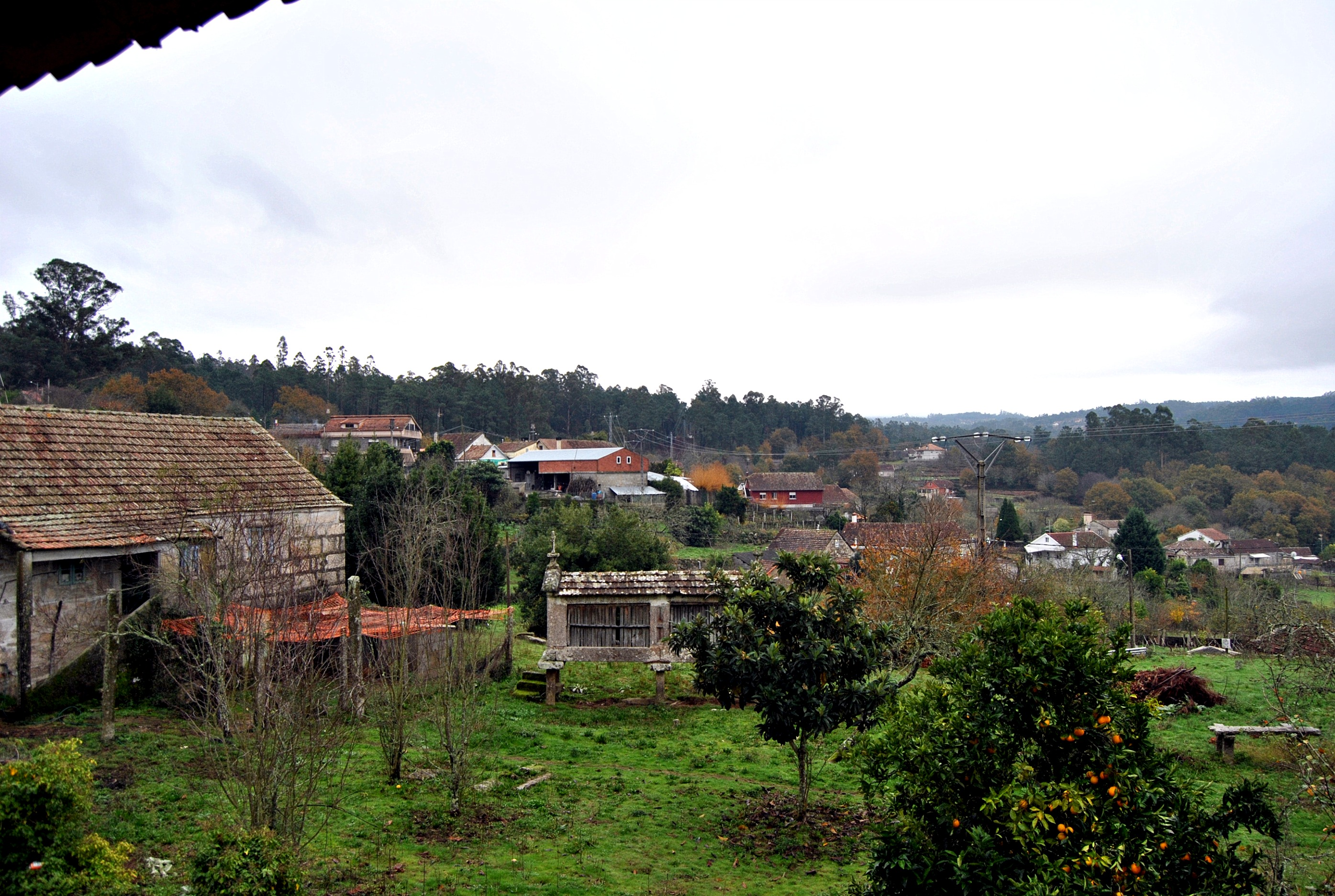
Queimadelos

Santa María de Queimadelos és una parròquia i entitat local menor del municipi gallec de Mondariz, a la província de Pontevedra. Tenia el 2015 una població de 98 habitants agrupats en dues entitats de població: Aqueleido i A Armada.
Queimadelos va pertànyer a la jurisdicció de Sobroso per passar posteriorment a integrar-se en el municipi de Mondariz. És una de les nou entitats locals menors que existeixen a Galícia, constituïda el 21 de febrer de 1935 i que gestiona els monts de Peralta, Lagoa i Portela.